# Velma Scantlebury
Velma Scantlebury (nacida el 6 de octubre de 1955) es una cirujana de trasplantes estadounidense nacida en Barbados. Fue la primera cirujana de trasplantes afroamericana de los Estados Unidos. 
Ha sido galardonada con el Premio Woman of Spirit por inspirar a otras mujeres y el "Premio Gift of Life" de la National Kidney Foundation. Además del reconocimiento de la Asociación Médica y Científica del Caribe Americano, recibió la Orden de Barbados Gold Crown of Merit, por sus esfuerzos para educar a las minorías sobre el trasplante de órganos. Ha realizado más de 2,000 trasplantes y ha publicado artículos revisados por pares. 

## Biografía
Velma Patricia Scantlebury nació el 6 de octubre de 1955 en Goodland, St. Michael Parish, Barbados, hija de Kathleen Jordan y Delacey Whitstanley Scantlebury.  Asistió tres años a la escuela Alleyne en St. Andrew Parish, antes de que su familia se mudara a la ciudad de Nueva York en 1969. Después de completar su educación secundaria en Prospect Heights High School en Brooklyn, comenzó a estudiar biología en 1973 en la Universidad de Long Island en Brooklyn.  Aunque le ofrecieron una beca de un año en Barnard College, le preocupaba la carga financiera de continuar sus estudios y, en cambio, optó por asistir a la escuela en Brooklyn, donde prosperó.

## Escuela de medicina y residencia quirúrgica.
Se graduó en 1977 con su licenciatura en biología, fue aceptada en la Escuela de Medicina de Yale y en el Colegio de Médicos y Cirujanos de la Universidad de Columbia (P&S).  Eligió asistir a P&S, obteniendo su título de médica en 1981.
A pesar del desánimo de la facultad de cirugía, completó su internado en cirugía general y su residencia en el Harlem Hospital Center, encontrando una mentora en la dra. Barbara Barlow, jefa del departamento de cirugía pediátrica.  Mientras estaba en su tercer año de residencia, comenzó a entrevistarse para seleccionar su especialidad. Después de reunirse con el Dr. Mark M. Ravitch uno de los pioneros en el uso de grapas médicas en los EE. UU. en el Hospital de Niños de la Universidad de Pittsburgh, se convenció de estudiar trasplante pediátrico. En 1986, comenzó su beca en la Escuela de Medicina de la Universidad de Pittsburgh (Pitt), bajo la dirección del Dr. Thomas Starzl y pasó los siguientes dos años en trabajo clínico.

## Primera cirujana de trasplantes afroamericana.
Entre 1988 y 2002, trabajó como cirujana de trasplantes en la Escuela de Medicina de Pitt. Obtuvo su doctorado en cirugía en 1989, como la primera cirujana afroamericana de trasplantes.  Ese mismo año, se casó con el Dr. Harvey White, recibió el "Premio Gift of Life" de la National Kidney Foundation y comenzó a enseñar como profesora asistente en Pitt. En 1996, fue galardonada con el premio Mujer de Espíritu de la Universidad de Carlow, premio por su inspiración a otras mujeres.  Trabajó como profesora asociada en 2002 y fue reclutada por la Universidad del Sur de Alabama (EE. UU.) Como profesora de cirugía y como directora del Centro Regional de Trasplantes de la Costa del Golfo de EE. UU.

## Reconocimientos médicos.
En 2003, fue reconocida como una de las "Mejores Doctores en América"  e ingresó al Salón de la Fama de los Ganadores del United Negro College Fund.  En 2004 y 2006, fue catalogada como una de las "Mejores Doctores en América", y luego en 2006 comenzó a trabajar con otros cirujanos de trasplantes, la Coalición para la Donación y el Programa Nacional de Educación de Trasplantes de Tejidos y Órganos de Minorías en un esfuerzo llamado Linkages to Life para educar a la comunidad negra y disipar mitos con respecto a los trasplantes.  Fue recompensada por su trabajo por la Asociación Médica y Científica del Caribe Americano y recibió la Orden de Barbados Corona de Oro al Mérito.

## Directora del programa de trasplante de riñón.
Scantlebury aceptó una oferta del Sistema de Salud Christiana Care de Delaware en 2008 como directora de su programa de trasplante de riñón y de familias reubicadas.  En su carrera, estima que ha realizado más de 2,000 trasplantes y ha publicado más de 85 artículos de investigación revisados por pares, así como 10 monografías y varios capítulos de libros.